# Saurer 4K 4FA
Il Saurer 4K 4FA è un veicolo trasporto truppe cingolato austriaco, entrato in produzione nel 1961.

## Storia
Nel 1956, l'azienda Österreichische Saurerwerke di Vienna (acquisita dalla Steyr-Daimler-Puch nel 1970) iniziò lo sviluppo di un veicolo da trasporto truppe. Il primo prototipo, il 3K 3H, venne completato nel 1958 e il secondo, il 4K 3H, l'anno successivo. Entrambi erano motorizzati con un diesel Saurer 3h da 200 hp. Il modello successivo, il 4K 2P, aveva una diversa impostazione dello scafo, nuove barre di torsione e motore diesel Saurer 2P da 250 hp. In apparenza simile era il primo modello di serie, completato nel 1961 e denominato 4K 4F. I successivi modelli di serie furono il 4K 3FA da 230 hp e il 4K 4FA da 250 hp, che differivano per dettagli minori oltre che per i motori Saurer.
Venne consegnato un totale di 445 veicoli all'esercito austriaco nelle seguenti versioni: 30 4K 4F, 211 4K 3FA, 38 4K 3FA-FS, 12 4K 4FA-Fü/FIA, 15 4K 4FA-San, 76 4K 4FA-G2, 60 4K 4FA FüA dalla I a IV serie, tre 4K 3FA Fül e alcuni 4K 3FA GrW1 portamortaio da 81 mm (ottenuti per conversione di esemplari esistenti). Il veicolo venne sostituito sulle linee di produzione da un nuovo modello, il 4K 7FA, che utilizzava componenti del carro armato leggero SK-105 Kürassier, anch'esso della Steyr-Daimler-Puch.
A metà degli anni novanta, il ministero della difesa austriaco assegno alla Steyr-Daimler-Puch un contratto per la fornitura di 112 veicoli da combattimento per la fanteria ASCOD "Ulan" per l'esercito. I mezzi, consegnati tra il 2002 e il 2004, andarono a rimpiazzare parzialmente la flotta di Saurer 4K 4FA.

## Tecnica
Lo scafo della famiglia 4K 4FA è realizzato in piastre di acciaio saldato, resistente nella parte frontale a proiettili perforanti fino a 20 mm. Il conduttore siede nella parte frontale sinistra del mezzo, con il vano motore alla sua destra; dispone di un portello a due sezioni che si aprono lateralmente e di tre iposcopi diurni, dei quali quello centrale sostituibile da un periscopio a intensificazione dell'immagine notturno.
Il cannoniere siede dietro al conduttore e, nella versione basica, dispone di una cupola con portello in due sezioni ad apertura laterale e di un singolo periscopio diurno. Nella parte frontale della cupola è montata una mitragliatrice Browning M2 standard da 12,7 × 99 mm NATO, dotata su parte degli esemplari di scudatura frontale. Questo modello basico è conosciuto con la denominazione aziendale di 4K 4FA-G1 e quella militare di usMGSPz ("Schützenpanzer/Überschweres MG").
Il vano di combattimento, nella parte posteriore dello scafo, ospita 8 fanti, seduti su due panche laterali affrontate, quattro uomini per lato. Il caposezione siede al primo posto sul lato destro e dispone di un periscopio diurno sul tetto del vano. Il personale accede da due portelli posteriori. Due portelloni sul soffitto del vano di trasporto consentono ai fanti di utilizzare le armi personali e la mitragliatrice MG 42 di squadra, che può essere incavalcata sugli appositi sostegni fissati davanti, dietro e ai lati delle botole.
Il treno di rotolamento è costituito da 5 ruote per lato, con la ruota motrice anteriormente, quella di rinvio posteriormente e due rulli reggicingolo. Il sistema di ammortizzazione è a barre di torsione su tutte le ruote portanti; la prima e l'ultima sono dotate di ammortizzatori idraulici. Il veicolo non è dotato di sistema di protezione NBC, equipaggiamento di visione notturna o capacità anfibie.

## Varianti
4K 4FA-G2 (Grenadier-Schützenpanzer)
Simile alla variante base, differisce per l'armamento costituito da un cannone automatico Oerlikon 20 mm 204 GK in torretta monoposto. Il pezzo, utilizzabile sia a terra che nel ruolo antiaereo, ha una elevazione da -12° a +70° e un brandeggio di 360°. L'arma è alimentata a a nastro, con una riserva a bordo di 100 colpi. I bossoli spenti e le maglie del nastro vengono espulsi all'esterno. La designazione ufficiale del mezzo presso l'esercito austriaco è MK66SPz Schützenpanzer/Maschinenkanone 66.
4K 4FA-San (Sanitätspanzer)

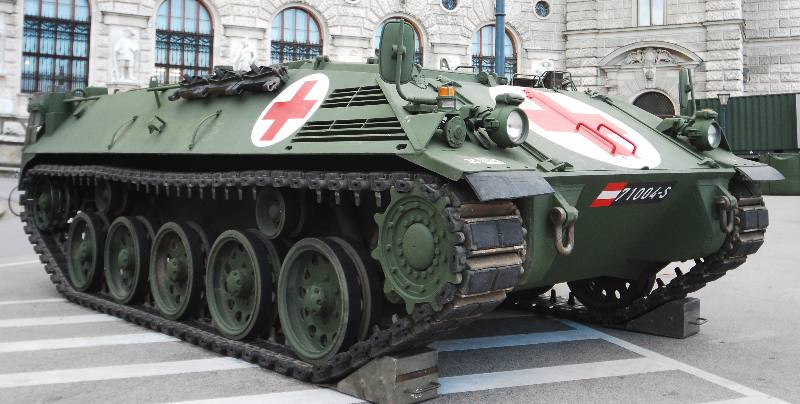
Mezzo in versione ambulanza per l'evacuazione medica.

Versione non armata. Ha un equipaggio di due uomini, conduttore e soccorritore militare, e può trasportare 4 feriti seduti sulla panca di destra, assicurati da cinghie e spallacci, e due feriti barellati sul lato sinistro.
4K 4F GrW1 81 mm (Granatwerfer-SPz)
Versione portamortaio. Il pezzo da 81 mm è installato nel vano di combattimento e spara verso l'avanti. Il mortaio da 8.1 cm mGrW 82 (Mittelschwere Granatwerfer 82) ha una gittata minima di 180 m e una massima di 5.850 m, una cadenza di tiro normale di 6 colpi al minuto, aumentabile a un massimo di 18-25 colpi/min. Venne sviluppato anche un prototipo GrW2 con mortaio da 120 mm venne sviluppato ma non entrò mai in servizio.
4K 3FA Fu1/FuA/Fu/F1A
Versione posto comando, rispettivamente per livello brigata, artiglieria e artiglieria antiaerea.
4K 3FA FS
Versione posto radio con telescrivente senza fili.
4K 4F SPz A1/LWT
Versione modificata per operare con il missile terra-aria MBDA Mistral nell'ambito delle batterie Pz1FAL.
4K 7FA
Versione aggiornata lanciata nel 1970 e prodotta in massa, motorizzata con un diesel da 320 hp.
ELVO Leonida 1
Versione utilizzata dall'esercito greco e dalla guardia nazionale cipriota, con poche modifiche. Armata con una Browning M2HB da 12,7 mm e motore da 320 hp, è stata prodotta su licenza anche dall'azienda greca ELVO a partire dal 1981. La ELVO ha prodotto anche la versione migliorata ELVO Leonida 2, entrato in produzione nel 1986. Tutti i Leonida 1 dell'esercito greco sono stati portati a questo standard.

## Utilizzatori
- Austria - 445 Saurer 4K4FA

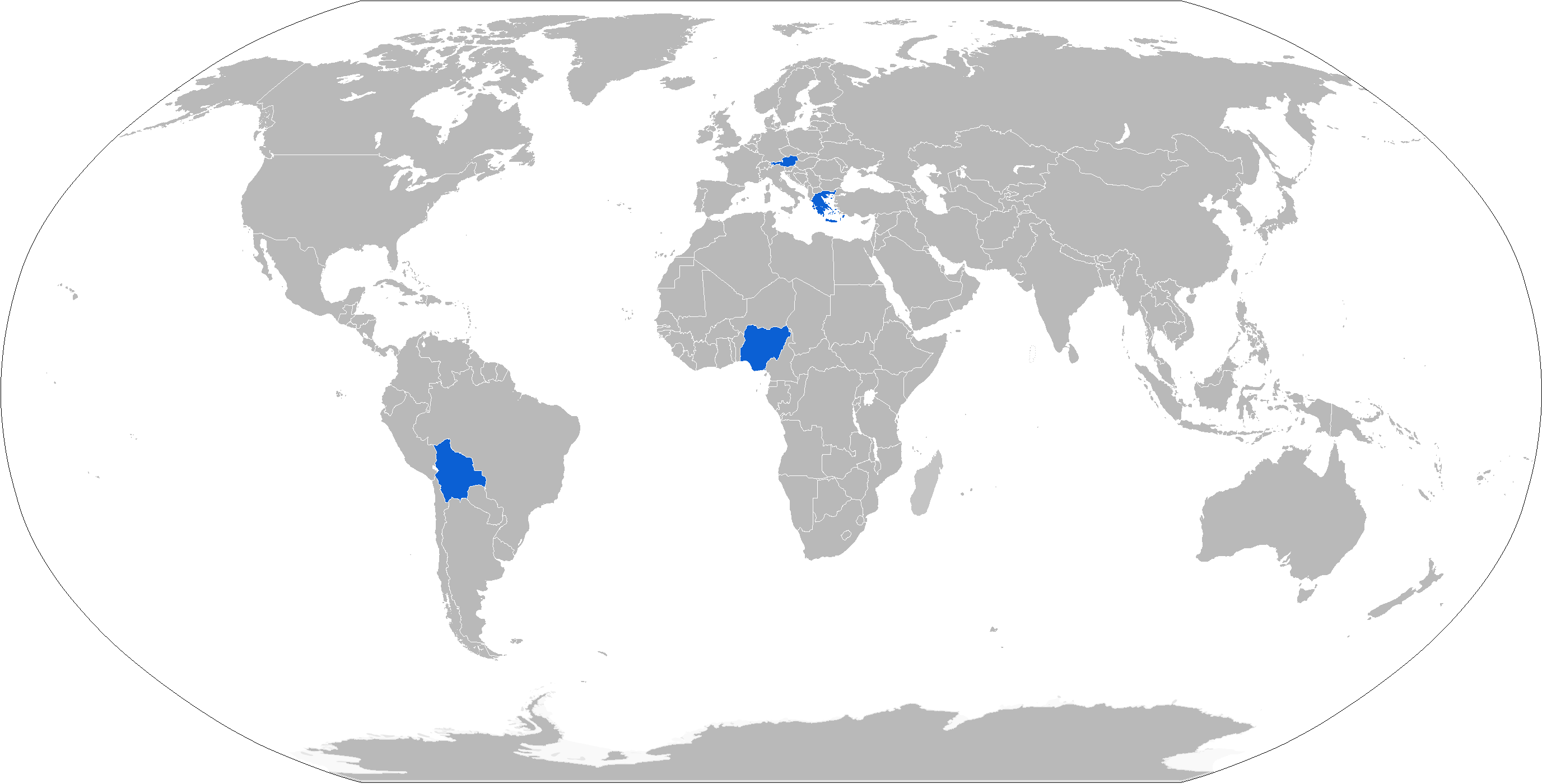
Mappa con i paesi utilizzatori di 4K 4FA in blu.

- Bolivia - 4K4FA-SB20 Greif, veicolo corazzato da recupero
- Grecia - 102 ELVO Leonidaa 1[3]
- Nigeria: 250[4]
  -  Boko Haram[5]